# Bandera de Castelló de la Plana
La bandera de Castelló de la Plana està composta per: 
- Quatre barres vermelles sobre fons groc, de la Corona d'Aragó, simbolitzant l'antiga possessió reial de la ciutat.
- Una franja vertical verda en el costat de l'asta, per a diferenciar aquesta bandera d'altres senyeres
- L'escut de la ciutat en el cantó.

## Història
Poc abans de l'arribada de la Guerra Civil Espanyola, l'ajuntament republicà, va triar aquesta bandera com a símbol de la ciutat. Amb la victòria franquista, la bandera va ser prohibida i guardada en l'Arxiu Provincial.
En l'any 1952, la ciutat va celebrar el seu 700 aniversari, i l'arxiver va proposar al govern espanyol l'ús d'aquesta bandera per part de la ciutat. El govern va deixar utilitzar únicament el color verd. L'ajuntament es va disposar a crear una bandera verda i la va utilitzar per a fer les tradicionals cintes de la Romiatge de les Canyes. Al temps, el govern va acceptar l'ús sencer de la bandera.
Per tant, va ser una de les poques banderes amb les barres d'Aragó que va onejar durant el franquisme en un ajuntament, col·locant-se en una balconada de la façana principal sota la bandera espanyola (per a no robar protagonisme a les banderes espanyola, falangista i carlista).